# 旭町 (高崎市)
旭町（あさひちよう）は、群馬県高崎市の地名。郵便番号は370-0052。面積は0.12km2(2012年現在)

## 地理
烏川左岸に位置しており、高崎駅西口の北側に位置している。

## 歴史
1902年からの地名である。1902年までは高崎市の大字である赤坂であった。赤坂は、江戸時代から1889年までは赤坂村であり高崎藩領だった。
近年になると、高崎駅周辺であることにより開発が進み、大型店舗などが立ち並ぶようになった。

### 年表
- 1889年（明治22年）4月1日 町制施行で高崎町の町名となる。
- 1900年（明治33年）4月1日 市制施行で高崎町は高崎市となる。
- 1902年（明治35年） 高崎市の大字であった赤坂が11町に分割する。その際に旭町となる。

### 地名の由来
西境通町との境に旭橋があったことと、市の東端に当たることから名付けられた。また、その旭橋は通町の木戸外の高崎城の遠堀に架かる橋で、江戸時代には遠堀の外には人家がなく、高崎宿の東端であったことから名付けられた。

## 世帯数と人口
2017年（平成29年）8月31日現在の世帯数と人口は以下の通りである。
| 町丁 | 世帯数  | 人口  |
| ---- | ------- | ----- |
| 旭町 | 438世帯 | 885人 |

## 小・中学校の学区
市立小・中学校に通う場合、学区は以下の通りとなる。
| 番地 | 小学校           | 中学校             |
| ---- | ---------------- | ------------------ |
| 全域 | 高崎市立東小学校 | 高崎市立高松中学校 |

## 交通

### 鉄道
同町に鉄道駅はない。しかし高崎駅の上越新幹線ホームの一部が同町にある。

### バス
都心循環線 系統番号0の 高島屋北入口バス停があり、車椅子は使用可能である。

### 道路
国道、県道ともに通っていない。

## 施設
- 高崎タカシマヤ
- ホテルルートイン高崎駅西口
- 旭町公園